# Molitor&Kuzmin
Molitor&Kuzmin — российско-германский дуэт современных художников, работающий совместно с середины 1990-х гг.

## Биографии
Владимир Кузьмин родился в 1943 году в Запорожье. В 1972 г. получил диплом архитектора в Москве. C 1983 г. участвовал во многих выставках в Москве и Европе: «Лабиринт» (Москва, Варшава, Гамбург), «Новый советский авангард» (Нью-Йорк), «Советский авангард 1920—1980» (Минск, Амстердам), «Белое и красное» (Варшава, Амстердам), «Искусство, Европа» (Вильгельмсхафен, Германия); выставлялся в ЦДХ, Московском доме художника, выставочных залах «На Каширке» и «Профсозная, 100». Был удостоен премии Музея Ксантоша в Гийоре (1997, Болгария), художественной стипендии земли Шлезвиг-Гольштейн (1998), первой премии «Мельницы искусств» в Кёльне. C 1992 живёт и работает в Кёльне и Москве.
Урсула Молитор родилась в Нижней Саксонии, Германия. В 1969 г. окончила высшую школу искусств в Гамбурге. С 1982 г. работает в Кёльне. До середины 1990-х занималась живописью, графикой, фотографией.
С 1996 г. Молитор и Кузьмин работают и выставляются совместно.

## Работы в коллекциях
Историко-художественный музей. Сергиев Посад;
Юрмальский художественный музей;
Норильская художественная галерея;
Музей искусств Новый Орлеан, США;
Фонд Кремона, Мериленд, США;
Музей Бохум, Бохум, Германия;
Музей современного искусства, Шамалье, Франция;
Музей Яноша Ксантоша, Гийор, Болгария;
Музей Хорста Янсона, Ольденбург, Германия;
Леопольд Хеш Музей, Дюрен, Германия;
Центр искусства света, Еиндхофен, Голландия.

## Совместные выставки
2012 Только искусство. Крокин галерея. Москва
2008 In a different light. МУАР (Московский музей архитектуры им. Щусева), Крокин галерея, Москва
2007 Licht-und Videoinstallationen zu Paradisi Gloria, Германия
2007 Bayerische Rundfuk, Herz-Jesu-Kirche, Мюнхен, Германия
2007 Infact, Galerie Bossert, Кёльн, Германия
2007 Light-time, Крокин галерея. Москва
2006 Licht, Galerie im Forum, Leverkusen, Германия
2006 Fiat Lux, Крокин галерея, Москва, Россия
2006 Licht, Stadthaus, Erftstadt-Lechenich, Германия
2005 Центр искусства света Еиндхофен, Нидерланды
2004 Кунстфераин, Кёльн, Германия
2004 Галерея Конни Диетцшолд, Сидней, Австралия
2004 Музей дворца искусств, Ерренхоф, Дюссельдорф, Германия
2002 Леопольд-Хеш музей, Дюрен, Германия
2002 Галерея Елленбек, Кёльн, Германия
2002 Галерея Марина Зандманн, Берлин, Германия
2001 Галерея Фиоретто Арте, Падуя, Италия
2001 Бункер штуки, Краков, Польша
2001 Церковь Святого Петра, Любек
2001 Базилика Святого Георгия, Кёльн, Германия
2001 Дом искусств, Мюнхен, Германия
1999 Галерея Фиоретто Арте, Падуя, Италия
1999 Городская галерея, Весселинг, Германия
1999 Искусство в космосе, выставка МИР. Боцен, Италия
1999 Антонитекирхе, Кёльн, Германия
1998 Веиссегалерея, Кёльн, Германия
1998 Кунстфереин Норд, Бремен, Германия
1998 Кунстфереин Хюрт, Кёльн, Германия
1996 Гнаденкирхе, Бергиш Гладбах, Германия